# Agnosine
Agnosine (brescià: Gnùsen) és un municipi italià de la província de Brescia, a la regió de Llombardia.